# Centropyge flavipectoralis
Centropyge flavipectoralis е вид бодлоперка от семейство Pomacanthidae. Видът не е застрашен от изчезване.

## Разпространение и местообитание
Разпространен е в Индонезия, Малдиви и Шри Ланка.
Обитава крайбрежията на океани, морета и рифове. Среща се на дълбочина от 3 до 20 m.

## Описание
На дължина достигат до 10 cm.
Популацията на вида е стабилна.